# 长征组歌
《长征组歌》是由萧华组诗谱曲创作、以1930年代中国工农红军长征为主题的声乐套曲，有“总政版”和“战友版”两套谱曲，如今流行的是“战友版”。《长征组歌》共有十首歌曲，分别是《告别》《突破封锁线》《遵义会议放光辉》《四渡赤水出奇兵》《飞越大渡河》《过雪山草地》《到吴起镇》《祝捷》《报喜》《大会师》。

## 两套创作
萧华的组诗创作完成后，是分别由解放军总政治部文工团和解放军北京军区战友文工团谱曲，也就产生了两种版本，即“总政版”和“战友版”。

### 总政版
该套组歌由当时解放军总政治部文工团的由时乐濛谱曲，又名《红军不怕远征难——表演大合唱》，简称“总政版”。按周恩来总理等领导的原计划，“总政版”《长征组歌》交由总政文工团排演，由八一电影制片厂摄制成电影艺术片。但由于文革冲击，摄制“总政版”《长征组歌》电影艺术片的计划搁浅，仅《飞跃大渡河》和《过雪山草地》两曲因为收入大型音乐舞蹈史诗《东方红》得以流传。

### 战友版
该套组歌由当时解放军北京军区战友文工团的由晨耕、生茂、唐诃、遇秋谱曲，又名《长征组歌——红军不怕远征难》，简称“战友版”。该套组歌如今流传的一套，从1965年首演以来，曾多次修改，重要的版本有“65年版”、“18人版”、“75年版”、“92年版”。

## 四个版本
- “65年版”
- “18人版”
- “75年版”
- “92年版”

## 网络迷因
2010年，中国互联网上出现了使用《长征组歌》画面配上流行歌曲音轨的恶搞视频，如“红军版《Beat It》”、“红军版《忍者》”、“红军版《嘻唰唰》”等，使其看上去就像是红军在唱流行歌曲，是为“万能红军”系列。作为《长征组歌》原唱者之一的耿莲凤曾对此表示“《长征组歌》不能乱动，不能拿来好玩”。